# Оками (Ахалкалакский муниципалитет)
Оками (груз. ოკამი, арм. Հոկամ) — село в Грузии, на территории Ахалкалакского муниципалитета края (мхаре) Самцхе-Джавахети.

## География
Село находится в южной части Грузии, в пределах Ахалкалакского плоскогорья, в верховьях реки Азмана (правый приток Куры), на расстоянии приблизительно 14 километров (по прямой) к юго-западу от города Ахалкалаки, административного центра муниципалитета. Абсолютная высота — 1745 метров над уровнем моря.

## Население
По результатам официальной переписи населения 2014 года, в Оками проживало 522 человека (252 мужчины и 270 женщин). В национальной структуре населения грузины составляли 72,6 %, армяне — 27,4 %.
| Год  | Население, человек |
| ---- | ------------------ |
| 2002 | 552                |
| 2014 | ↘ 522              |